# Somnus

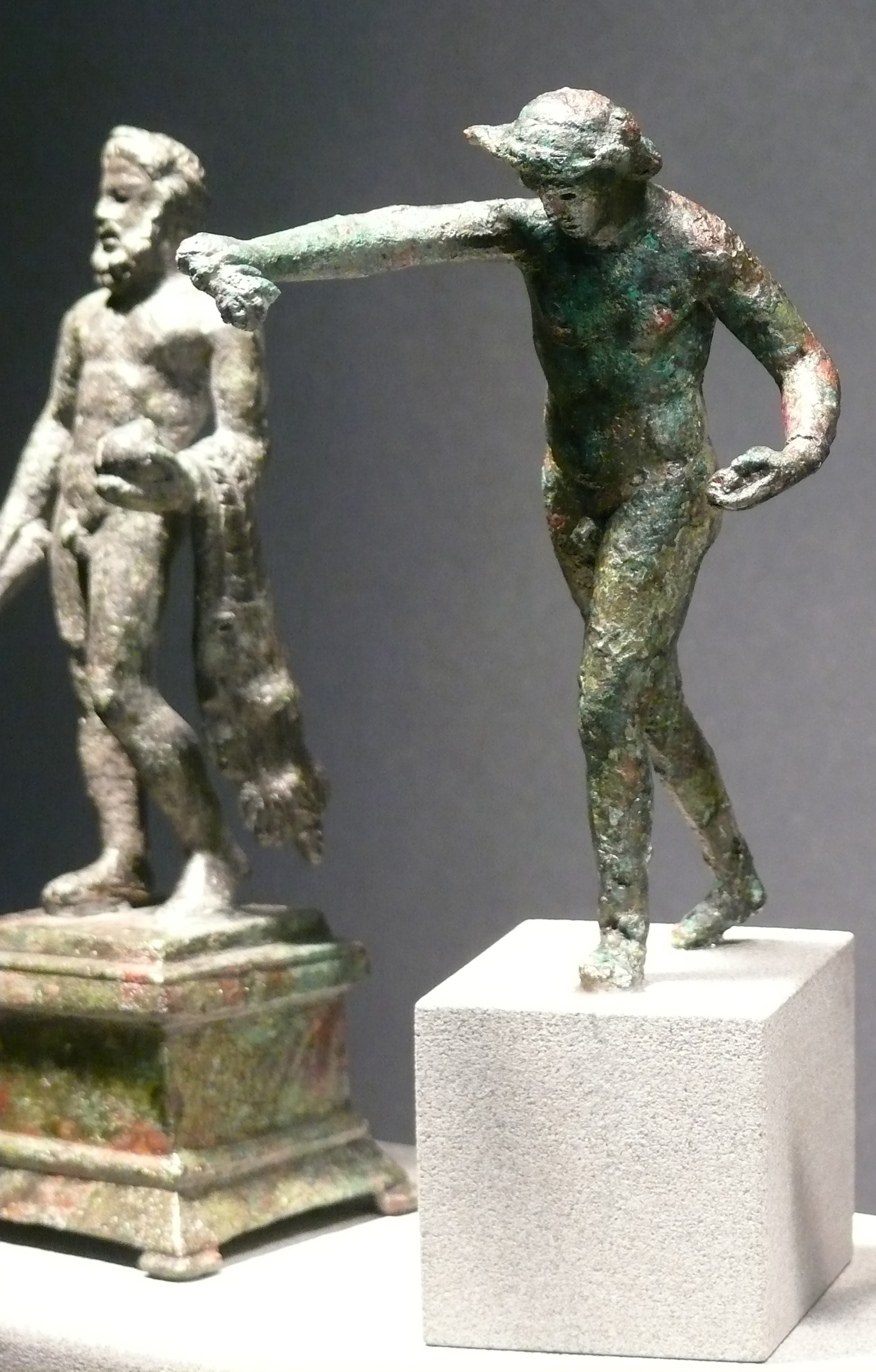
Somnus (in primo piano a destra), rappresentato con la testa alata e semi di papavero nella mano sinistra, Museo romano, Augst, Svizzera

Somnus era il dio romano corrispondente a Hypnos per i greci. Era venerato come dio del sonno e padre dei sogni.

## Differenze rispetto al mito greco
Secondo Virgilio Somnus viveva nel vestibolo dell'Ade, per Ovidio nel lontano paese dei Cimmeri, dove riposava in una grotta mai raggiunta dalla luce. Invece Hypnos, secondo Omero, dimorava a Lemno, il quale attribuisce anche una moglie, Pasitea, una delle Cariti.

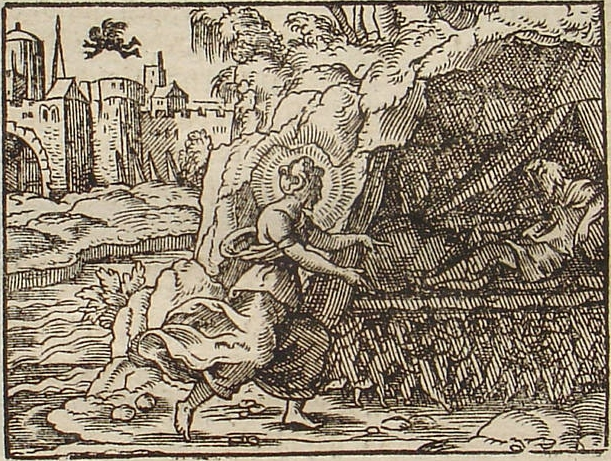
Iris desta il pigro Somnus, in Metamorfosi di Ovidio, illustrazione di Virgil Solis, Francoforte, 1581

Secondo Ovidio ebbe numerosi figli, i Sogni (Oneiroi), dei quali i principali sono Morfeo, Momo, Fobetore (o Icelo) e Fantaso.
Invece gli Oneiroi greci, a partire da Esiodo, erano figli di Notte, dunque fratelli di Ipno.
Anche secondo il romano Igino, sia il Sonno che i Sogni erano figli della Notte, ma tale autore è sempre stato particolarmente attento alle originali fonti greche.
Nel V libro dell'Eneide fa assopire il timoniere Palinuro per farlo cadere in mare, tuttavia il Somnuns romano si comporta più come il Morfeo greco, dai mutevoli travestimenti ed ingannatore, che assume l'aspetto benevolo del sonno e del sogno; analogamente nel I libro della Tebaide, oltre ad infondere il dolce sonno quale cura e oblio dei mali al pari di Hypnos, fa anche sopire ingannevolmente il buon custode perché venga ucciso.
Quando è indicata la sua origine, tutti i miti descrivono Somnus, al pari di Hypnos, come figlio della Notte, con eccezione nell'epistolario De feriis Alsiensibus di Frontone, dove viene generato da Giove.

## Simboli e attributi
Veniva spesso rappresentato come un giovane nudo con le ali sul capo, oppure chiuse, avente nella mano dei papaveri, fiore che condivideva col fratello Mors/Tanato e la madre Notte. Tuttavia, il Somnus di Ovidio non è di giovane età.
Per far assopire il timoniere Palinuro, nell'Eneide, utilizza un ramo imbevuto di acque letee. Sempre secondo l'Eneide, nel VI libro, al dio appartengono le Porte del Sonno all'uscita dell'Ade.
Nelle Silvae, l'insonne Papinio Stazio prega Somnus che venga anche solo toccato dalla sua bacchetta.

## Continuazioni del mito
I miti su Somnus descritti nell'Eneide e nelle Metamorfosi sono stati ripresi e rivisitati fin dalla prima epoca imperiale; ad esempio Papinio Stazio, nelle Tebaide, riprende la visita di Iris a Somnus nelle Metamorfosi, come nel molto più tardo Semele di Händel, del XVIII secolo.
Nel Somnium Scipionis di Cicerone il termine Somnus viene utilizzato per indicare il sonno, non la divinità; l'opera ebbe notevole successo in ambito neoplatonico e nelle critiche e commentariorum scritti nei secoli successivi tale termine è sporadicamente utilizzato per indicare anche la personificazione del sonno.
Somnus è un soggetto raramente ripreso nelle arti figurative, anche per via della maggiore notorietà di Ipno e di Morfeo.

### Fonti primarie
- Virgilio, Eneide V, 839; VI, 278, 390, 893.
- Ovidio, Metamorfosi, XI, 592.
- Papinio Stazio, Tebaide, I, 343-345, 461-463.
- Papinio Stazio, Silvae, V, 4
- Igino, Fabulae, prefazione.
- Frontone, De feriis Alsiensibus, la favola del Sonno